# Elephants Dream
Pour plus de détails, voir Fiche technique et Distribution.
Elephants Dream est un court métrage en images de synthèse réalisé par la Fondation Blender, dans le cadre de son projet « Orange ». Sa particularité est d'avoir été réalisé quasi exclusivement avec des logiciels libres, dans le but d'évaluer leurs capacités dans le milieu du cinéma professionnel.

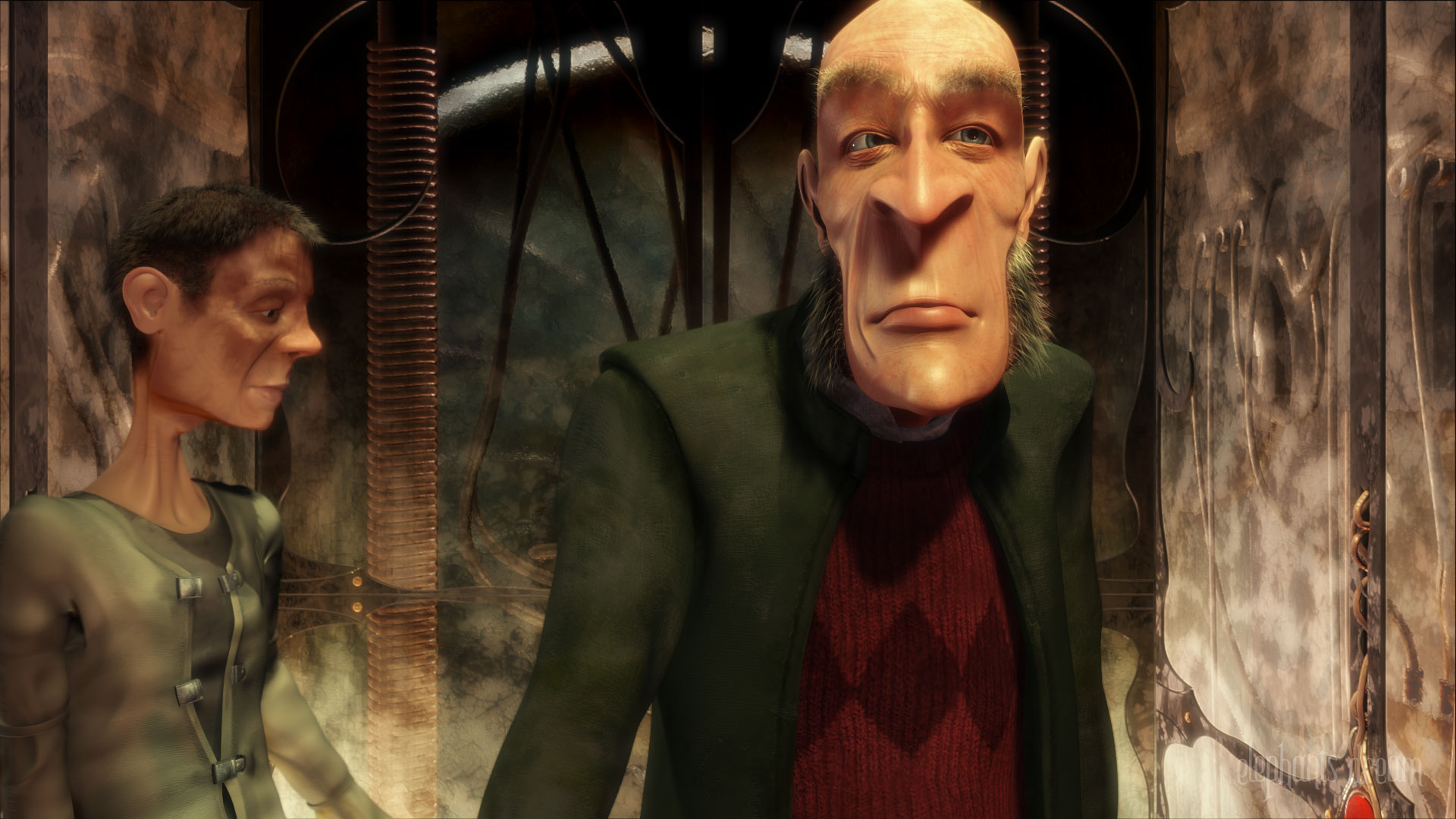
Une image du film montrant les deux personnages principaux, Emo et Proog.

Le film ainsi que l'ensemble des fichiers source et matériaux ayant servi à sa réalisation sont disponibles sous licence Creative Commons.

## Projet orange
Le projet orange a débuté en septembre 2005, lancé par une équipe de passionnés dans le but de créer un film d'animation en 3D avec le logiciel libre Blender. Le défi est double : tout d'abord réaliser un court métrage, mais aussi prouver les possibilités des logiciels libres de création graphique. L'équipe de créateurs se compose non seulement de modélisateurs venus des quatre coins du monde, mais aussi de développeurs de Blender.
En effet, Ton Roosendaal, qui est à l'origine de Blender et de la Blender Foundation, est le producteur et réalisateur de l'animation. Le logiciel connaît ainsi de nombreuses améliorations grâce à ce projet.
Ce projet a un coût de 18 500 € par minute, qu'il faut relativiser avec les coûts d'une telle réalisation : 30 000 € la minute pour une production en Inde et jusqu'à 200 000 € pour une grande production. Le rendu a été réalisé en 125 jours avec 240 serveurs bi-processeur.
Les instigateurs de ce projet étant des passionnés de l'open source, le court métrage a été mis à disposition sur Internet via BitTorrent depuis le 18 mai 2006, sous licence Creative Commons « CC Attribution ». Une version appelée DVD, extended edition est également disponible à l'achat (35 €) depuis début avril 2006 ; elle contient des compléments comme le making-of, ou encore tous les fichiers source des modèles 3D du film ainsi que le support des 35 langues pour les sous-titres.
Le court métrage est sorti le 26 mars 2006 au cinéma Ketelhuis à Amsterdam (Pays-Bas).
La foundation Blender a sorti de nouveaux films d'animation libre : Big Buck Bunny, le 10 avril 2008 à Amsterdam, et plus récemment Sintel, le 30 septembre 2010 aussi aux Pays-Bas.

## Synopsis

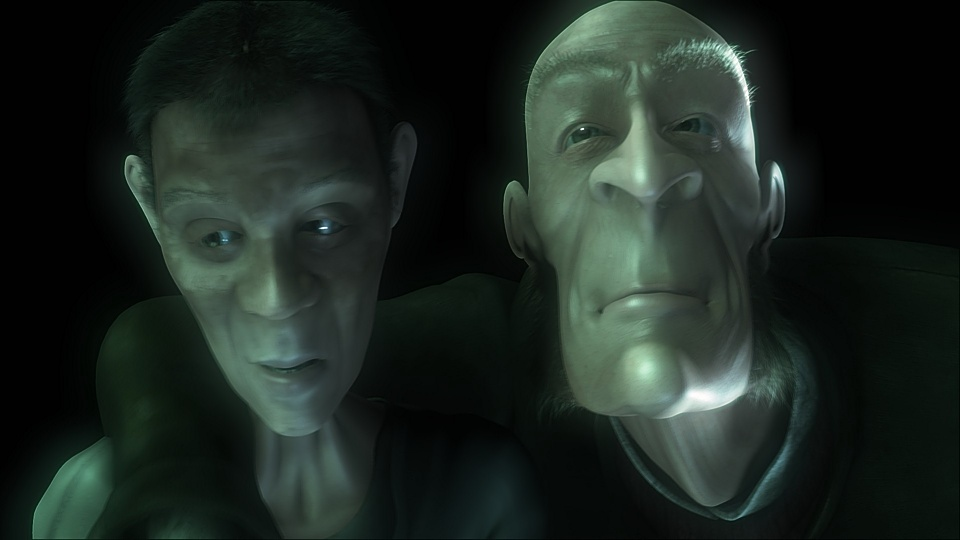
Une image d'Elephants Dream.

Elephants Dream est une courte histoire mettant en scène deux personnages, Emo et Proog, dans un monde modelé par les pensées des deux personnages. Proog, l'aîné, est émerveillé par ce monde et ses mystères ; Emo, de son côté, est lassé de son environnement.
Il s'ensuit une confrontation entre ces deux visions. Celle-ci prend toute son ampleur dans la scène finale, où Emo « crée » un titan dans l'intention de tuer Proog.

## Fiche technique
- Scénario : Andreas Goralczyk, Bassam Kurdali, Ton Roosendaal et Pepijn Zwanenburg
- Musique : Jan Morgenstern
- Direction de l'animation : Bassam Kurdali
- Direction artistique : Andy Goralczyk
- Artistes : Matt Ebb, Bastian Salmela et Lee J Cocks
- Direction technique : Toni Alatalo
- Dialogues : Pepijn Zwanenburg
- Production : Ton Roosendaal
- Société de production : Fondation Blender
- Pays :  Pays-Bas
- Langue : anglais
- Genre : fantastique
- Durée : 10 minutes 54 secondes
- Dates de sorties :
  - Internet : 18 mai 2006
  - Pays-Bas : 26 mars 2006

## Logiciels utilisés
- Blender : conception 3D et montage vidéo
- GIMP : manipulation d'images
- CinePaint : logiciel de compositing
- OpenEXR : format de fichier en 3D
- Inkscape : dessin vectoriel
- Seashore : retouche d'images
- Python : langage de programmation
- Subversion : gestion de version
- Reaktor : studio de musique virtuel tournant sous Mac OS X
- Verse : protocole réseau
- Twisted : framework réseau

## Distribution
- Tygo Gernandt : Proog
- Cas Jansen : Emo